# Српска православна црква Светог Георгија у Јарку
Православна црква Светог Георгија је богослужбени православни храм у Јарку код Сремске Митровице. Црква припада Епархији сремској Српске православне цркве. Црква је данас посвећена Светом Ђорђу.
Црква споменик културе од великог значаја.

## Историјат
Црква Светог Георгија у Јарку изграђена је 1779. године. На датом месту постојала је старија црква. На западној страни накнадно је дозидан високи барокни звоник. Иконостас је из 1797. године.
Последња обнова извршена је 1997. године.

## Значај
Црква Светог Георгија је једнобродна грађевина с олтарском апсидом на источној страни и барокним звоником призиданим на западу. Црква има северне и западне двери.
Иконостас су 1797. сликали Јаков Орфелин и Стефан Гавриловић. На њему се уочава високо достигнуће барокних, рокајних и класицистичких елемената. Због тога иконостас цркве пружа могућност проучавања изузетно значајног прелазног раздобља у српском сликарству 18. века.